# Zaprîpeat, Ratne
Zaprîpeat (în ucraineană Заприп`ять) este un sat în comuna Zaluhiv din raionul Ratne, regiunea Volînia, Ucraina.

## Demografie
Componența lingvistică a localității Zaprîpeat
     Ucraineană (100%)
Conform recensământului din 2001, toată populația localității Zaprîpeat era vorbitoare de ucraineană (100%).